# Cour d'appel de Caen
La cour d'appel de Caen en France connaît des affaires jugées par les tribunaux de son ressort qui s'étend sur les départements du Calvados, de la Manche et de l'Orne.

## Tribunaux du ressort
(juillet 2025).
| -        | 6 tribunaux judiciaires | 9 tribunaux d'instance              | 5 conseils de prud'hommes | 5 tribunaux de commerce |
| -------- | ----------------------- | ----------------------------------- | ------------------------- | ----------------------- |
| Calvados | - Caen - Lisieux        | - Caen - Lisieux - Vire             | - Caen - Lisieux          | - Caen - Lisieux        |
| Manche   | - Cherbourg - Coutances | - Avranches - Cherbourg - Coutances | - Cherbourg - Coutances   | - Cherbourg - Coutances |
| Orne     | - Alençon - Argentan    | - Alençon - Argentan - Flers        | - Alençon                 | - Alençon               |